# Pelistjärnen
Pelistjärnen är en sjö i Bodens kommun i Norrbotten och ingår i Luleälvens huvudavrinningsområde. Sjön har en area på 0,0457 kvadratkilometer och ligger 233,1 meter över havet.

## Delavrinningsområde
Pelistjärnen ingår i det delavrinningsområde (734447-171788) som SMHI kallar för Ovan Säckosbäcken. Medelhöjden är 275 meter över havet och ytan är 45,38 kvadratkilometer. Det finns inga avrinningsområden uppströms utan avrinningsområdet är högsta punkten. Spikselån (Alpasbäcken) som avvattnar avrinningsområdet har biflödesordning 3, vilket innebär att vattnet flödar genom totalt 3 vattendrag innan det når havet efter 108 kilometer. Avrinningsområdet består mestadels av skog (65 procent) och sankmarker (22 procent). Avrinningsområdet har 0,53 kvadratkilometer vattenytor vilket ger det en sjöprocent på 1,2 procent.